# Kūshāl
Kūshāl (persiska: کوشال) är en ort i Iran.   Den ligger i provinsen Gilan, i den norra delen av landet, 210 km nordväst om huvudstaden Teheran. Antalet invånare är 669.
Terrängen runt Kūshāl är platt åt nordväst, men åt sydost är den kuperad. Terrängen runt Kūshāl sluttar norrut. Runt Kūshāl är det mycket tätbefolkat, med 1 018 invånare per kvadratkilometer. Närmaste större samhälle är Lāhījān, 5,4 km sydväst om Kūshāl. I omgivningarna runt Kūshāl växer i huvudsak blandskog.